# Gustawów (Lipsko)
Pour les articles homonymes, voir Gustawów.
Gustawów (prononciation : [ɡusˈtavuf]) est un village polonais de la gmina de Chotcza dans le powiat de Lipsko de la voïvodie de Mazovie dans le centre-est de la Pologne.
Il se situe à environ 4 kilomètres au jord-ouest de Chotcza (siège de la gmina), 13 kilomètres au nord-est de Lipsko (siège du powiat) et à 120 kilomètres au sud-est de Varsovie (capitale de la Pologne).

## Histoire
De 1975 à 1998, le village appartenait administrativement à la voïvodie de Radom.